# Harold Rutland
Pour les articles homonymes, voir Rutland (homonymie).
Harold Rutland, né le 21 août 1900 à Londres – mort dans la même ville le 23 juillet 1977, est un pianiste, critique musical et compositeur britannique. Il a travaillé à la BBC de 1941 à 1956. De 1957 à 1960, il a été rédacteur à la revue Musical Times. Défenseur de la musique de John Ireland, il a présidé la John Ireland Society de 1960 à sa mort.

## À noter
Sorabji lui a dédié quelques-unes de ses œuvres (Fragment Written for Harold Rutland, Un nido di scatole sopra il nome del grande e buon amico Harold Rutland ; sa 4e symphonie pour piano lui est également dédiée).